# Microdrosophila acristata
Microdrosophila acristata är en tvåvingeart som beskrevs av Toyohi Okada 1968. Microdrosophila acristata ingår i släktet Microdrosophila och familjen daggflugor.
Artens utbredningsområde är Taiwan. Inga underarter finns listade i Catalogue of Life.